# Литъл Ривър Харбър
Литъл Ривър Харбър (на английски: Little River Harbour) е селище в Канада, провинция Нова Скотия, окръг Ярмът, община Ярмът.
Селището е родно място на породата кучета новошотландски ретривър.